# Carro de turismo TCR

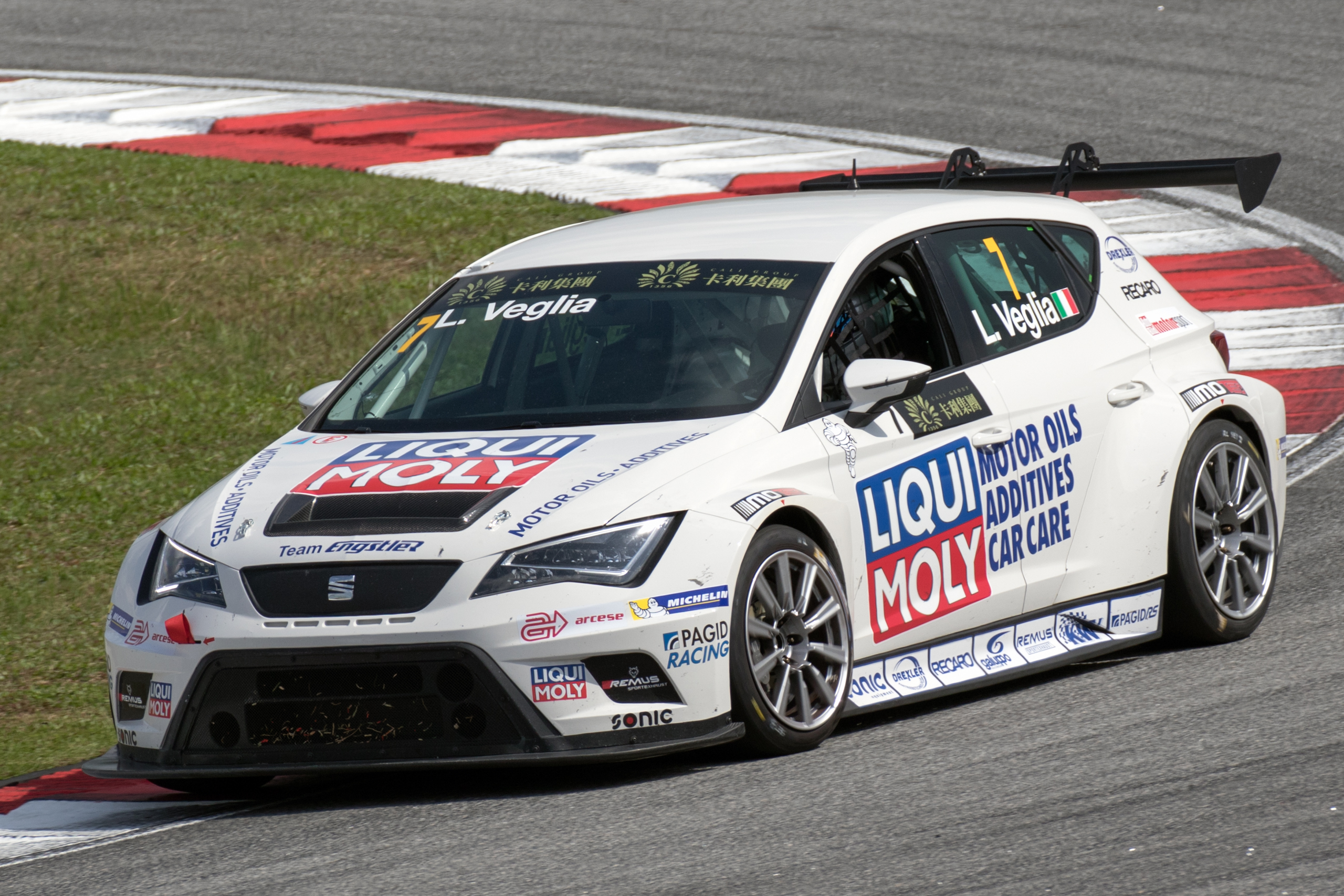
SEAT León Cup Racer de 2014, carro utilizado como base na especificação TCR.

Carro de turismo TCR é uma especificação de carros de turismo criada em 2014 e com algumas modificações feitas em 2016.
Características de um TCR incluem: carros baseados em carros de produção com 4 ou 5 portas, reforço na estrutura, modificações nos para-lamas para acomodarem rodas, motores de 2 litros turbo, comprimento mínimo de 4,20 m, largura mínima de 1,95 m, peso mínimo de 1.250 kg, 350 PS de força, torque de 420 Nm, tração em 2 rodas, rodas de 10″ x 18″, suspensão de carro de produção, balanço de performance (BoP) entre +70 e -20 do peso mínimo do carro (baseado no SEAT León Cup Racer de 2014).
A partir de 2018 a FIA passou a usar a especificação no WTCC.